# لينارت هارتمان
لينارت هارتمان (بالألمانية: Lennart Hartmann)‏ (مواليد 3 أبريل 1991 في برلين - ألمانيا) لاعب كرة قدم ألماني يلعب حاليا لصالح نادي الدرجة الأولى هرتا برلين الألماني منذ 2002 في مركز الوسط المدافع .

## روابط خارجية
- لينارت هارتمان على موقع قاعدة بيانات كرة القدم.إي يو (الإنجليزية)
- لينارت هارتمان على موقع بيانات كرة القدم. دي إي (الألمانية)
- لينارت هارتمان على موقع Soccerway.com (الإنجليزية)
- لينارت هارتمان على موقع عالم كرة القدم.نت (الإنجليزية)
- لينارت هارتمان على موقع كووورة